# Sequera de Fresno
Sequera de Fresno település Spanyolországban, Segovia tartományban. Sequera de Fresno Grajera, Pajarejos, Bercimuel, Fresno de Cantespino és Riaza községekkel határos. Lakosainak száma 47 fő (2024).

## Népesség
A település népessége az elmúlt években az alábbi módon változott:
| Lakosok száma | 48   | 43   | 63   | 58   | 52   | 39   | 36   | 35   | 43   | 47   |
|               | 2001 | 2004 | 2007 | 2009 | 2012 | 2014 | 2017 | 2019 | 2022 | 2024 |